# Copaxa andensis
Copaxa andensis är en fjärilsart som beskrevs av Lemaire 1971. Copaxa andensis ingår i släktet Copaxa och familjen påfågelsspinnare. Inga underarter finns listade i Catalogue of Life.